# L'uomo che vide il futuro (film 1934)
L'uomo che vide il futuro (The Clairvoyant, noto anche come The Evil Mind) è un film del 1934 diretto da Maurice Elvey.

## Trama
Con l'aiuto della moglie Rene, Maximus è diventato "il re" dei lettori della mente, usando un codice segreto che gli permette di eseguire il suo numero al music-hall. Una sera, però, trova in mezzo al pubblico Christine Shawn, una bellissima donna che riesce a trasformare in realtà quello che fino a quel momento è stato un trucco. Maximus senza alcun aiuto riesce a leggere veramente nella mente degli altri.
Maximus incontra nuovamente Christine a bordo di un treno e ha la percezione che stanno correndo incontro a un incidente ferroviario. Tira il freno d'emergenza ma, quando il treno si ferma, nessuno gli crede. Scende allora dal treno insieme alla sua famiglia e a Christine. Pochi minuti dopo, il treno deraglia. Christine, impressionata, racconta il fatto a suo padre, un editore, che racconta con grande risalto la storia sui suoi giornali, rendendo Maximus famoso.
Il chiaroveggente si rende conto che il suo potere funziona solo quando è vicino a Christine. I due cominciano a frequentarsi fino a innamorarsi, provocando la gelosia di Rene. Maximus ha una nuova intuizione che si rivela non solo vincente, ma anche ben pubblicizzata, quando un cavallo poco quotato vince il Derby di Epsom. Ma ignora la premonizione sulla morte di sua madre e, quando questa accade, non sa perdonarselo.
Rivela poi che sta per accadere un grande disastro in una miniera. Molti saranno i morti e i dispersi. Maximus viene allora accusato di aver provocato lui i due tragici incidenti: il primo, quello del treno, quando ne ha ritardato la corsa. Il secondo, allarmando i minatori che sono stati presi dal panico per causa sua, provocando l'incidente. In aula, Maximus prevede che i minatori dispersi saranno ritrovati vivi. La previsione si rivela esatta e il chiaroveggente viene rilasciato. L'uomo, allora, decide di rinunciare al suo dono e, insieme a Rene, se ne va, ritirandosi nell'ombra.

## Produzione
Il film fu prodotto dalla Gaumont British Picture Corporation.
Venne girato a Londra, nei Gainsborough Studios di Islington.

## Distribuzione
La pellicola è entrata nel pubblico dominio negli Stati Uniti.